# Chappell (Nebraska)
Chappell es una ciudad ubicada en el condado de Deuel, Nebraska, Estados Unidos. Según el censo de 2020, tiene una población de 844 habitantes.
Es la sede del condado.

## Geografía
La localidad está ubicada en las coordenadas 41°5′29″N 102°28′12″O / 41.09139, -102.47000. Según la Oficina del Censo de los Estados Unidos, Chappell tiene una superficie total de 1.82 km², correspondientes en su totalidad a tierra firme.

## Demografía
Según el censo de 2020, hay 844 personas residiendo en Chappell. La densidad de población es de 464 hab./km². El 94.91% de los habitantes son blancos, el 0.12% es afroamericano, el 0.24% son amerindios, el 0.36% son asiáticos, el 1.54% son de otras razas y el 2.84% son de una mezcla de razas. Del total de la población, el 4.38% son hispanos o latinos de cualquier raza.